# Jean Ragnotti
Jean Ragnotti, född 29 augusti 1945 i Vaucluse är en fransk rally- och racerförare.
Ragnotti körde rally med biltillverkaren Renault. Han tävlade även i sportvagnsracing och vann två klasseger i Le Mans 24-timmars tillsammans med Jean Rondeau.